# 佩特里夫
48°50′23″N 25°17′21″E / 48.83972°N 25.28917°E
佩特里夫（烏克蘭語：Петрів），是烏克蘭西部的村莊，隸屬伊萬諾-弗蘭科夫斯克州的伊萬諾-弗蘭科夫斯克區。該村面積16.4平方公里，2001年人口914，人口密度每平方公里55.8人。